# 弗拉基米尔·诺罗夫
诺罗夫·弗拉基米尔·伊马莫维奇（1955年8月31日—），乌兹别克斯坦政治人物和外交官。他是上海合作组织的第六任秘書長。
诺罗夫在2006年至2010年担任乌兹别克斯坦外交部的部長一職。他在1978年进入政治界，在乌兹别克斯坦内务部工作。其后出任总统办公室行政法律事务顾问并在1995年进入外交部。诺罗夫曾成为乌兹别克斯坦共和国驻德国、瑞士、波兰、比利时特命全权大使和驻欧盟及北约使团团长。
曾獲得烏茲別克斯坦共和國勞動光榮勳章。